# Бубопсис крючконосный
Бубопсис крючконосный (лат. Bubopsis hamatus) — вид насекомых из семейства аскалафов отряда сетчатокрылых.

## Описание
Длина тела самцов — 24—26 мм, самок 23—26 мм. Размах крыльев — 55—70 мм. Длина усиков — 19—22 мм. Окраска тела тёмно-бурая. Само тело густо опушено белыми или коричневыми волосками. Голова с крупными выделяющимися глазами. Крылья прозрачные, с тонкими чёрными жилками, без пятен. Стигма на крыльях жёлтого цвета. Усики булавовидной формы, тёмного цвета. Основание усиков и их булавы желтоватые. Ноги светлые, кончики лапок и коготки чёрного цвета. На конце брюшка у самцов имеются эктопрокты, по которым они визуально легко отличаются от самок.

## Ареал
Степной палеарктический вид. Широко распространённый турано-средиземноморский, преимущественно песчано-пустынный вид. Известен из Кавказа, Судана, Эфиопии, Сенегала, островов Кабо-Верде. Кавказская часть ареала вида охватывает Дагестан, Азербайджан, Армению, Турцию и Иран. В Дагестане с 1947 по 2014 год известно всего 7 экземпляров, пойманных на территории от окрестностей Сарыкума до Андийскому Койсу. Обитает на ксерофитных склонах, в сухих злаковых степях на каменистых склонах.

## Биология
Дневной вид, но может прилетать ночью на искусственные источники света. Личинка не описана, её местообитания неизвестны. Имаго — хищники, охотятся в полёте на мелких насекомых. В состоянии покоя сидят на травянистой растительности.